# Lince-ibérico
O lince-ibérico (nome científico: Lynx pardinus), também conhecido como liberne, lobo-cerval, gato-fantasma, gato-cerval e gato-lince, é uma espécie de mamífero da família Felidae e género Lynx. Anteriormente considerado uma subespécie do lince-euroasiático (Lynx lynx), o lince-ibérico está agora classificado como espécie separada. Ambas as espécies percorriam juntas a Europa central durante o período Pleistoceno, separadas apenas por escolhas de habitat. Acredita-se que o lince-ibérico, assim como os outros linces, evoluiu a partir do Lynx issiodorensis.
Apresenta muitas das características típicas dos linces, como orelhas peludas, pernas longas, cauda curta e um colar de pelo que se assemelha a uma barba. Ao contrário dos seus parentes mais próximos, o lince-ibérico tem uma cor castanho-amarelada com manchas. O comprimento da cabeça e do corpo é de 85 a 110 centímetros, com a pequena cauda a acrescentar um comprimento adicional de 12 a 30 centímetros. O macho é maior que a fêmea e podem pesar até cerca de 27 kg. A longevidade máxima na natureza é de treze anos.
Endémico da Península Ibérica, o lince-ibérico é especialista na caça de coelhos, que representam a maioria da sua dieta, com grande dificuldade de se adaptar a outra alimentação. Um macho necessita de um coelho por dia; uma fêmea grávida come três coelhos por dia. A queda acentuada das populações da sua principal fonte de alimento, em resultado de duas doenças, contribuiu para o declínio do felino. O lince também foi afectado pela perda de matagal, o seu habitat principal, pelo desenvolvimento humano, incluindo mudanças no uso do solo (como o monocultivo de árvores) e pela construção de barragens e estradas. Os atropelamentos com veículos são a sua principal causa de morte não natural.
O lince-ibérico foi uma espécie em perigo crítico até 2015 e até 2024 considerada uma espécie em perigo. Ainda assim, é o carnívoro em maior perigo na Europa. Esteve categorizado como espécie em perigo por várias organizações, incluindo a União Internacional para a Conservação da Natureza (IUCN). A reprodução em cativeiro e os programas de reintrodução têm aumentado o seu número. Em 2013, a Andaluzia tinha uma população de 309 indivíduos em estado selvagem e em Dezembro de 2014 foram reintroduzidos os primeiros exemplares em Portugal. Em 2017 a população total do lince era de 475 espécimes. Numa tentativa de salvar esta espécie da extinção, teve início o projecto Europeu de Vida Natural que inclui a preservação do habitat, monitorização da população do lince e gestão das populações de coelho. Em 2022, a população era já de 1 668 exemplares, dos quais 261 em Portugal. Em 2024, a população aumentou para 2 021 espécimes, levando à sua reclassificação de espécie em perigo para espécie vulnerável.

## Taxonomia e evolução
O lince-ibérico foi descrito em 1827 por Coenraad Jacob Temminck, inicialmente no género Felis. Já foi considerado uma subespécie do lince-euroasiático (Lynx lynx), mas estudos morfológicos e genéticos corroboram a hipótese de ser uma espécie separada. Não são conhecidas subespécies do lince-ibérico.
A linhagem dos linces divergiu da dos outros felídeos há cerca de 7,2 milhões de anos. O género Lynx começou a diversificar-se há cerca de 3,24 milhões de anos, e o lince-ibérico separou-se do lince-euroasiático há cerca de 1,18 milhão de anos.
Segundo Werdelin (1981), os linces evoluíram a partir do Lynx issiodorensis. O lince-ibérico e o lince euroasiático eram endémicos da Europa Central durante o Pleistoceno. O isolamento do ancestral comum entre essas duas espécies, no sul da Península Ibérica em refúgios na Era do Gelo, culminou no surgimento do lince-ibérico, resultado de uma diminuição do porte desta espécie. Tal diminuição no tamanho é observada no registo fóssil e provavelmente deu-se pela especialização do felídeo em caçar coelhos.

## Distribuição geográfica e habitat
Até ao século XIX, o lince-ibérico encontrava-se distribuído por toda a Península Ibérica, excepto ao longo de uma estreita faixa no norte e noroeste peninsular. O registo fóssil aponta para uma distribuição muito mais ampla do lince-ibérico no fim do Pleistoceno, ocorrendo numa área de até 650 000 km² que se prolongava até ao sul da França. Por volta de 1950, a sua distribuição foi dividida em duas populações; uma nortenha, desde a Galiza e partes do norte de Portugal estendendo-se até ao Mediterrâneo, e a população sulista, em várias zonas de Espanha. Estima-se que houve uma regressão de cerca de 80% na área de distribuição entre 1960 e 1990, tendência que se manteve até à actualidade. Na década de oitenta, a espécie apresentava uma distribuição localizada na zona central e sudoeste da Península Ibérica, com uma área de distribuição estimada em 11 000 km².
Actualmente, a distribuição do lince pode estar restrita a duas áreas na Península Ibérica onde existem populações reprodutoras – Doñana e Andújar-Cardeña. Poderá também existir presença residual de indivíduos nas regiões dos Montes Toledo Oriental, Sistema Central Ocidental e algumas áreas da Serra Morena. Mantêm-se populações estáveis em cerca de 350 km², constatando-se reprodução somente em 14 000 ha.
Este felino prefere um ambiente heterogéneo de pastagem aberto, com arbustos densos como o medronheiro, a aroeira e zimbros, e árvores como a azinheira e o sobreiro. Está agora em grande parte restrito a áreas montanhosas, com apenas alguns grupos encontrados na floresta de várzea ou em densos matagais maquis. No Parque Nacional de Doñana, prefere a floresta mediterrânea de bosques e arbustos, na maior parte das vezes, associada a algum curso de água. Geralmente, evita plantações de Pinus e Eucalyptus.

## Descrição

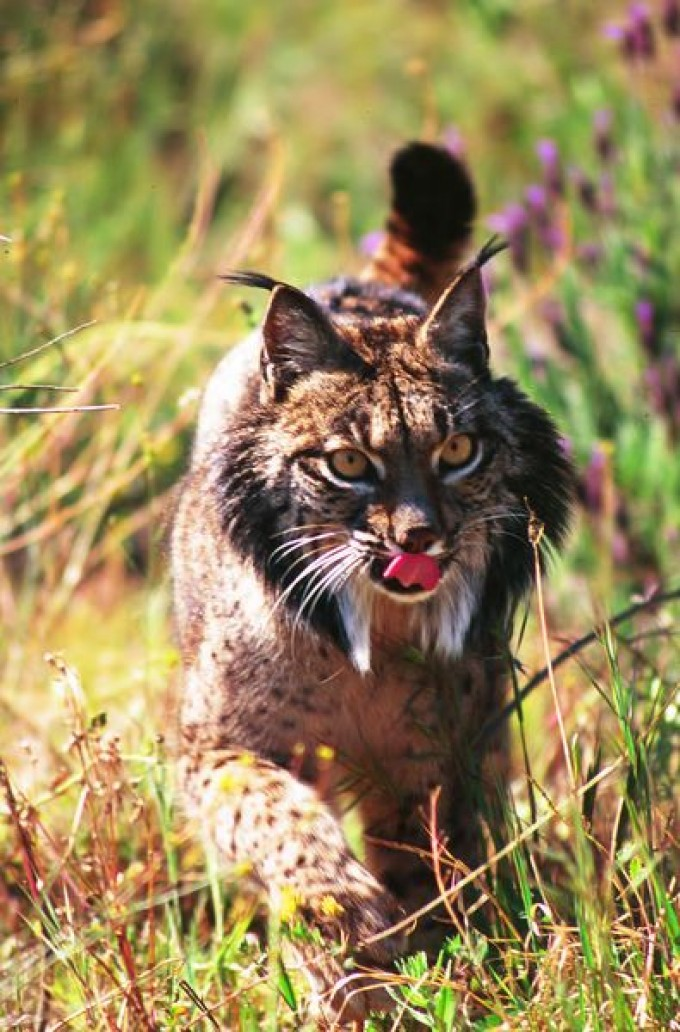
Um espécime no Parque Nacional de Doñana.

O lince-ibérico apresenta muitas das características típicas dos linces, como orelhas peludas, pernas longas, cauda curta e um colar de pelo que se assemelha a uma barba. Diferentemente dos seus parentes euroasiáticos, o lince-ibérico tem uma cor castanho-amarelada com manchas. O pelo também é mais curto que o de outros linces, que geralmente estão adaptados a ambientes mais frios. Algumas populações ocidentais não tinham manchas, no entanto acredita-se estarem extintas. Geralmente as manchas têm uma cor mais intensa durante os meses do Verão. Tem havido recentemente estudos sobre a configuração das manchas e a determinação do grau de diversidade genética dentro da espécie.
A cabeça e o corpo medem de 85 a 110 centímetros, com a pequena cauda a acrescentar um comprimento adicional de 12 a 30 centímetros. O tamanho dos ombros é de 60 a 70 centímetros. O macho é maior e mais pesado que a fêmea; estes apresentam um peso médio de 12,9 kg e um máximo de 26,8 kg, enquanto que as fêmeas apresentam um peso médio de 9,4 kg; tal é cerca de metade do peso do lince-euroasiático (Lynx lynx).
O lince-ibérico é um caçador muito especializado e que apresenta certas adaptações que melhoram a sua capacidade de capturar e matar pequenas presas. Tem um crânio encurtado, o que maximiza a força da mordidela dos caninos. Os seus focinhos são mais estreitos e têm mandíbulas mais longas e caninos menores do que animais que se alimentam de presas maiores.
Como todos os felídeos, o lince-ibérico tem pupilas verticais e uma visão excelente, especialmente quando há pouca visibilidade. Tem também reflexos apurados; os bigodes fornecem dados táteis muito detalhados e as orelhas proporcionam uma excelente audição. A maioria dos gatos solitários são silenciosos, excepto quando se sentem ameaçados ou quando os juvenis se encontram em perigo.

## Ecologia
O lince-ibérico é especialista em caçar coelhos — o coelho-europeu (Oryctolagus cuniculus) constitui a maior parte da sua dieta (79,5–86,7%), a qual é também composta por lebres (Lepus granatensis — 5,9%) e os roedores de uma maneira menos comum (3,2%). Um macho necessita de um coelho por dia; uma fêmea grávida come três coelhos por dia. A espécie ibérica não é capaz de mudar a sua dieta significativamente se as populações de coelhos diminuírem acentuadamente.

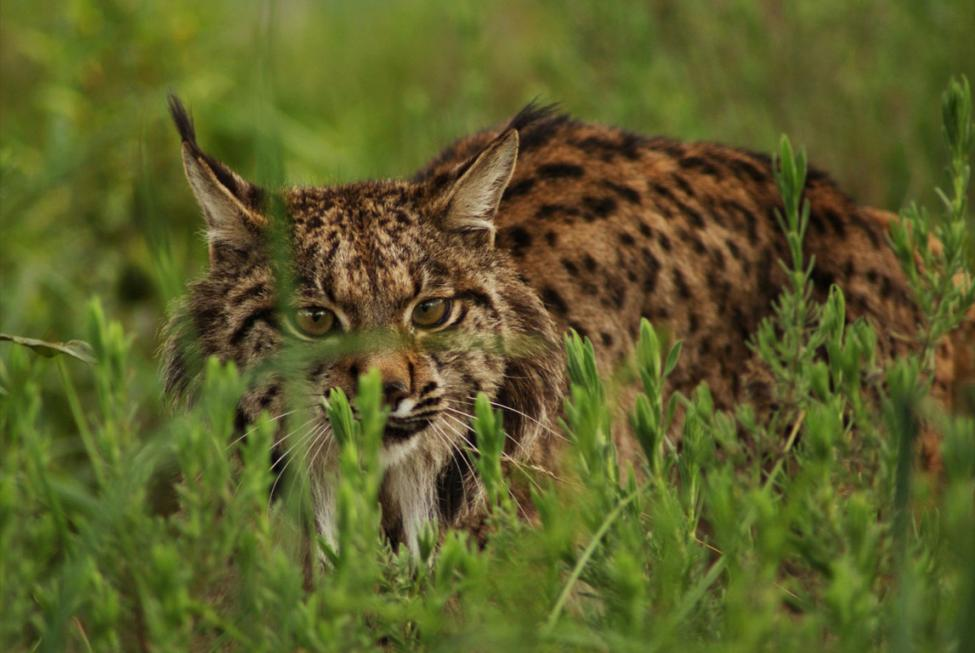
O lince-ibérico é especialista em caçar coelhos; o coelho-europeu constitui a maior parte da sua dieta (79,5–86,7%).

O lince continua a necessitar dos coelhos para a maioria da sua dieta, 75%, mesmo depois de a sua presa favorita ter sido dizimada por duas doenças: a mixomatose, que se espalhou para a Península Ibérica depois de um médico a ter introduzido intencionalmente em França em 1952, e a doença hemorrágica dos coelhos, que começou em 1988. Houve dois grandes surtos e o último surgiu em 2011 e 2012.
A recuperação tem ocorrido em algumas áreas durante o ano de 2013, a sobre-população de coelhos ocorreu em Córdoba, causando danos em transportes e propriedades agrícolas. Em Dezembro de 2013, no entanto, foi reportado que as autoridades estavam preocupados com uma nova estirpe de doença hemorrágica, afectando principalmente os coelhos mais novos.
O lince-ibérico também caça outros mamíferos (incluindo roedores e insectívoros), aves, répteis e anfíbios, mais activamente durante o crepúsculo e à noite. Por vezes também caça jovens veados, gamos, corças, muflões e patos. Compete pela caça com a raposa vermelha, o sacarrabos  (Herpestes ichneumon) e o gato-bravo. É uma espécie solitária e caça sozinha; persegue a presa ou deita-se à espera durante horas por detrás de um arbusto ou de uma pedra até a presa estar suficientemente perto para poder atacar com poucos passos.
O lince-ibérico é menor que os seus parentes do norte, e caça tipicamente pequenos animais, geralmente nunca maiores que uma lebre. Também é diferente na escolha do seu habitat, preferindo matagais abertos, enquanto que o lince-euroasiático prefere as florestas.
Um lince, especialmente os animais mais novos, vagueia em áreas muito amplas, chegando a mais de 100 km. O seu território (~ 10 a 20 km2) depende da comida disponível. Um adulto necessita de pelo menos um espaço de 5 a 20 km2, e uma população de 50 fêmeas em fase de reprodução precisa de 500 km2 de área de habitat. Todavia, uma vez estabilizado, as distâncias tendem também a estabilizar por vários anos, em que os limites são feitos pelo homem, como estradas ou caminhos de ferro. O lince-ibérico marca o seu território com urina, excrementos deixados pela vegetação e com marcas de arranhões nas cascas de árvores.
Em Maio de 2013 foi avistado perto de Vila Nova de Milfontes (costa sudoeste de Portugal) um lince-ibérico pertencente ao Parque Nacional de Doñana. O seu trajecto de mais de 250 km demonstrou a grande capacidade de deslocação dos linces e a possibilidade de conectividade entre o Sul de Espanha e Portugal.

### Reprodução

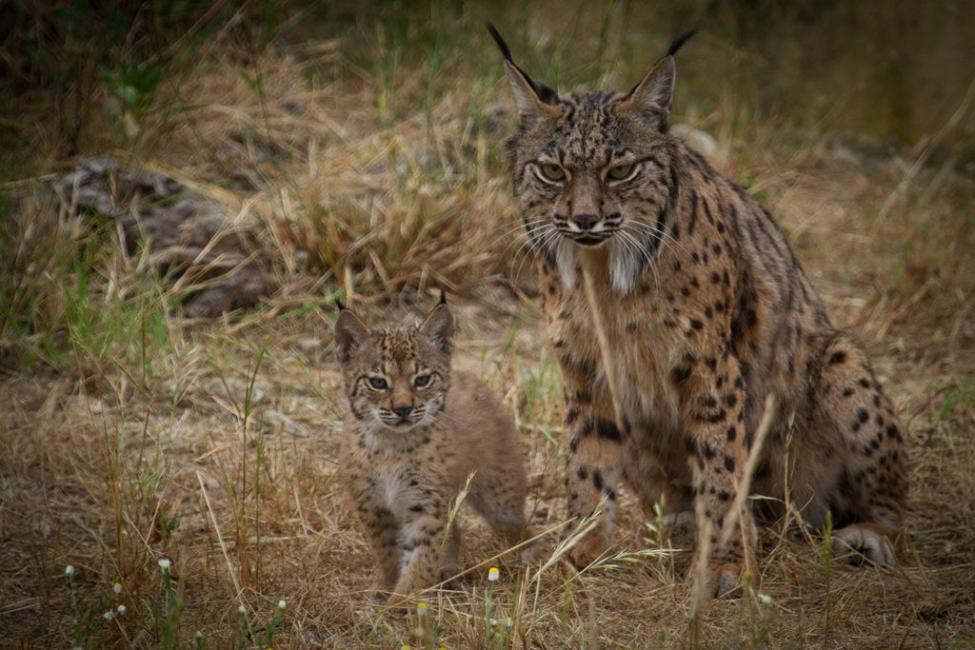
Uma fêmea e a sua cria

A época do cio ocorre de Janeiro a Julho, predominantemente em Janeiro-Fevereiro. Durante a época de acasalamento a fêmea deixa o seu território à procura de um macho. O típico período de gestação dura cerca de dois meses; as crias nascem entre Março e Setembro, com o ponto alto de nascimentos em Março e Abril. Uma ninhada consiste em duas ou três crias (raramente uma, quatro ou cinco). As crias pesam entre 200 e 250 gramas.
As crias tornam-se independentes quando têm sete a dez meses, mas permanecem com a mãe até aos vinte meses de idade. Entre os 8 e os 23 meses os machos dispersam-se (as fêmeas dispersam-se mais tarde). A distância de dispersão máxima verificada foi de 42 km. A sobrevivência dos mais novos depende muito da população de coelhos no seu habitat. No estado selvagem, tanto os machos como as fêmeas alcançam a maturidade sexual com um ano de idade, embora na prática raramente se reproduzam sem que um território fique vago e tenha qualidade suficiente; foi conhecida uma fêmea que só criou aos cinco anos de idade, quando a sua mãe morreu. A longevidade máxima na natureza é de treze anos. A reprodução não é anual, pois no melhor habitat de Doñana, registou-se o valor de 0,8 ninhada/fêmea/ano.
Os irmãos tornam-se violentos uns para com os outros entre os 30 e os 60 dias, com o ponto máximo nos 45 dias. Uma cria normalmente mata o seu irmão numa violenta luta. Desconhece-se por que razão ocorrem estes episódios agressivos. Muitos cientistas acreditam que têm a ver com mudanças hormonais, quando a cria muda do leite da mãe para a carne. Outros julgam que têm a ver com padrões de hierarquia, e de "sobrevivência do mais apto." Os tratadores separam as crias antes de chegar o período de 60 dias.
A dificuldade em encontrar parceiros leva a um maior número de casos de endogamia, que resulta em menos crias e uma maior taxa de morte não traumática. A endogamia leva a uma menor qualidade de sémen e a maiores taxas de infertilidade entre os machos, dificultando os esforços para aumentar a aptidão da espécie.

## Conservação

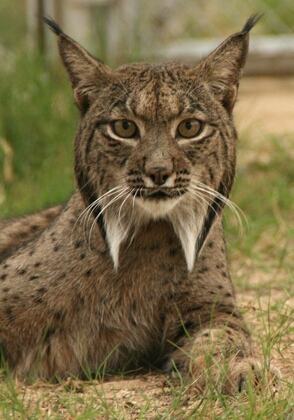
Pormenor da cabeça

O lince-ibérico foi uma espécie em perigo crítico até 2015 e até 2024 uma espécie em perigo, sendo ainda assim o felino mais ameaçado do mundo, e o carnívoro em maior perigo na Europa. Em 2024, a população aumentou para mais de 2000 espécimes, levando à sua reclassificação de espécie em perigo para espécie vulnerável- Esteve categorizado como espécie em perigo crítico de conservação por várias organizações, incluindo a União Internacional para a Conservação da Natureza (IUCN). Se o lince-ibérico fosse considerado extinto, seria o primeiro felino a desaparecer desde o Smilodon populator, há 10 000 anos.
A população reduzida torna o animal especialmente vulnerável à extinção, o que pode acontecer através de eventos inesperados, como doenças ou desastres naturais. As medidas de conservação incluem o restauro do seu habitat nativo, a manutenção da população de coelhos selvagens, a redução de causas não naturais de morte e a reprodução em cativeiro para posterior libertação na natureza. A Comissão Nacional Espanhola para a Protecção da Natureza endossou um programa de conservação e reprodução ex-situ, para servir como "rede de segurança" ao manter a população em cativeiro, e também para ajudar a "estabelecer novas populações de lince-ibérico livres na natureza, através de programas de reintrodução." Antes da libertação dos indivíduos criados em cativeiro, é possível simular o seu habitat natural com o intuito de prepará-los para a vida em estado selvagem. Um estudo de 2006 usou um sistema de monitorização não invasivo que envolve câmaras para monitorizar os dados demográficos das populações de linces e coelhos na Serra Morena. Na eventualidade de a população de coelhos selvagens entrar em declínio, podem ser fornecidos alimentos complementares.

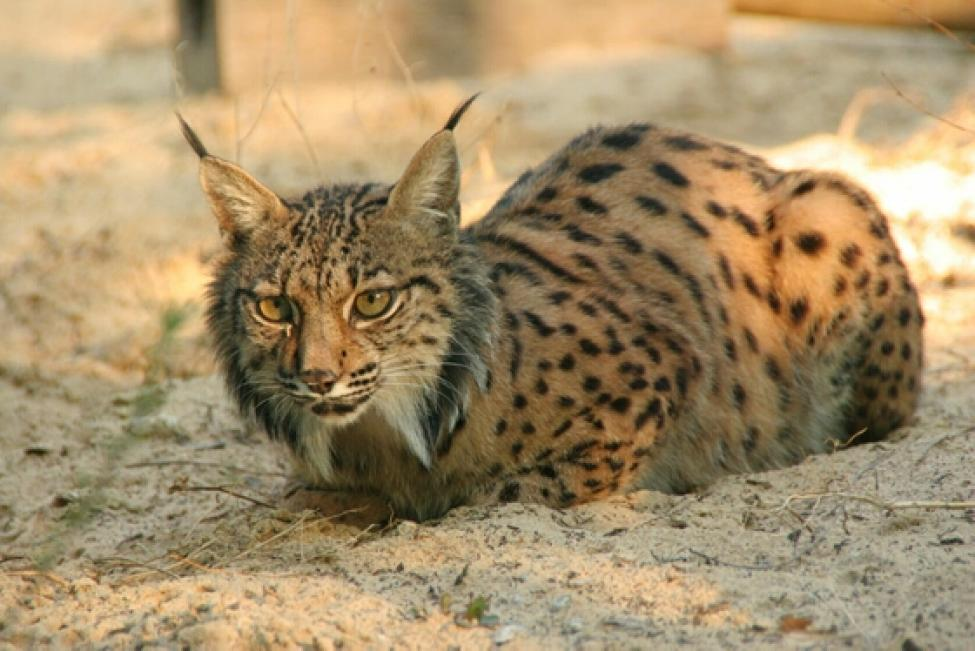
Um adulto do Programa Ex Situ

O lince e o seu habitat estão totalmente protegidos e a sua caça é proibida. As principais ameaças ao animal incluem a perda de habitat, atropelamentos por veículos, envenenamento, cães selvagens, caça ilegal e surtos ocasionais de leucemia felina (um retrovírus que infecta gatos). Alguns animais em cativeiro são afectados por doenças do trato urinário. A perda de habitat é em grande parte consequência da construção de infraestruturas, do desenvolvimento urbano e do monocultivo de árvores, factores que fragmentam a distribuição do lince. Ao longo do século XX, a população de coelhos sofreu um declínio dramático em consequência de vários surtos de mixomatose e de doença hemorrágica, reduzindo assim a disponibilidade da principal fonte de alimentação do lince-ibérico. Os atropelamentos com veículos são a principal causa de morte não natural, tendo morrido 14 indivíduos em estradas espanholas durante o ano de 2013. Outra das principais causas de morte não natural são as armadilhas ilegais para coelhos e raposas.
Em 2013, verificou-se a presença de uma bactéria resistente a antibióticos no trato digestivo do lince-ibérico, o que pode levar a que infecções perigosas sejam de difícil tratamento e à diminuição da aptidão física do animal. Outro estudo de 2013 sugere que as alterações climáticas podem vir a ameaçar o lince-ibérico devido à sua fraca adaptabilidade a novos climas. A sua deslocação para áreas com um clima mais favorável, mas com menor número de coelhos, aumentaria a sua mortalidade.
Estão a ser desenvolvidos esforços de gestão no sentido de conservar e restaurar a escala nativa do animal. Os conservacionistas com a função de libertar o lince do cativeiro para o estado selvagem têm a preocupação de escolher áreas de habitat adequado, com abundância de coelhos e aceitação pelas comunidades locais. Entre 1994 e 2013 foram gastos cerca de 90 milhões de euros em medidas de conservação. A União Europeia contribuiu com cerca de 61% dos fundos. O SOS Lynx é uma organização não governamental portuguesa que trabalha para evitar a extinção do lince-ibérico.

### População selvagem e reintroduções

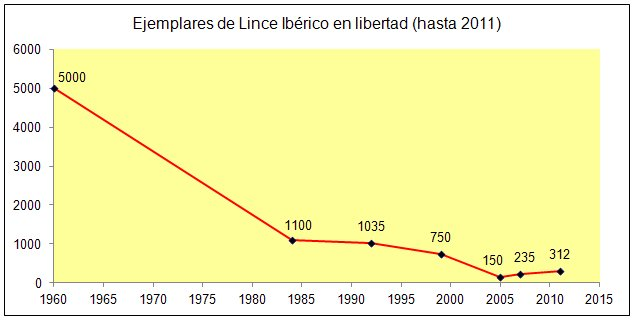
Gráfico que a mostra a população selvagem do lince-ibérico em Espanha, 1960–2011.

É estimado que havia em 1960 cerca de 4 000 indivíduos, cerca de 400 em 2000, menos de 200 em 2002, e possivelmente menos de 100 em Março de 2005. O Parque Nacional de Doñana e a Serra de Andújar, Xaém, tinham as únicas populações reprodutoras, até que em 2007 foi descoberta uma população de 15 indivíduos em Castela-La Mancha (Espanha central). Em 2008, a população de Doñana estava avaliada em 24 a 33, enquanto que o grupo da Sierra Morena tinha de 60 a 110 adultos. A população total está estimada em 99 a 158 adultos, incluindo a população de La Mancha. O lince-ibérico foi, assim, listado como criticamente ameaçado na categoria C2a(i) (i), na Lista Vermelha do IUCN.
A partir de 2009, o lince tem sido reintroduzido em Guadalmellato, resultando numa população de 23 indivíduos em 2013. Desde 2010, a espécie tem também sido libertada em Guarrizas. Tem havido discussões junto do Ministro do Ambiente para ser solto também na área de Campanarios de Azaba, junto a Salamanca. Em Abril de 2013, foi reportado que a população selvagem total da Andaluzia (apenas 94 em 2002) tinha triplicado para 309 indivíduos.

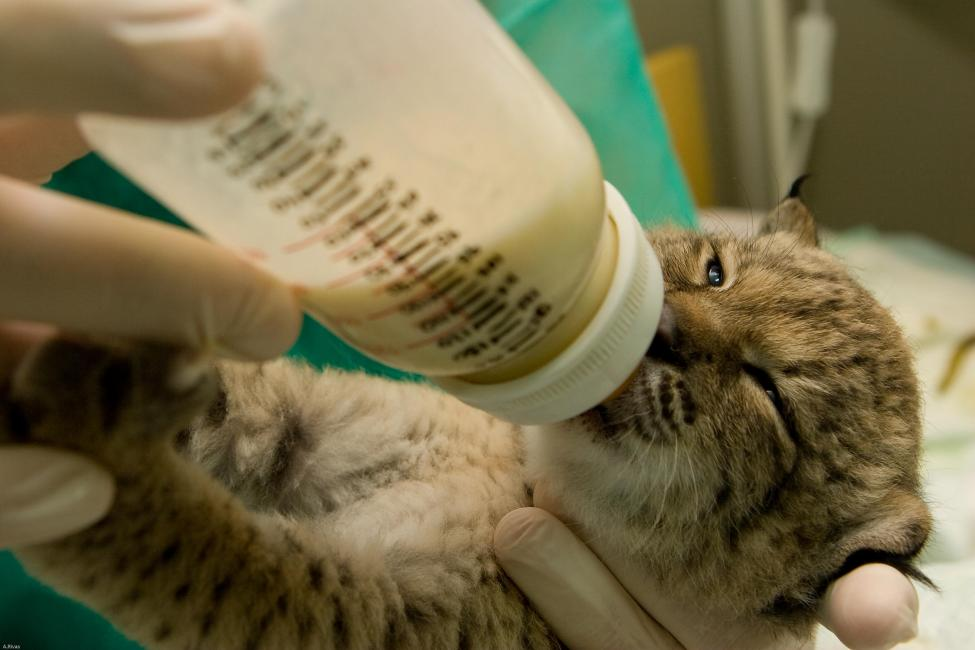
Um recém-nascido do Programa Ex Situ a ser alimentado

A Quercus (uma associação portuguesa para a conservação da natureza) considerou a espécie inexistente em Portugal em 2007, em resposta à criação do Plano de Acção para a Conservação do Lince-Ibérico em Portugal pelo governo português, embora testemunhas tenham reportado terem avistado alguns linces perto da fronteira.
Depois do programa de reintrodução da espécie na natureza, em 2020 são 109 os espécimes que vivem em liberdade na natureza em Portugal.
Em Julho de 2013, grupos ambientalistas observaram uma ninhada selvagem na província de Cáceres (Extremadura). Possíveis locais de libertação em Portugal, Extremadura e Castilla-La Mancha estão sob discussão desde 2013. Um estudo publicado em 2013 em Nature Climate Change aconselhou que os programas de reintrodução ocorram no norte ibérico, o que sugere que a mudança climática poderia ameaçar os coelhos no sul. Entretanto, Portugal fez as suas primeiras reintroduções em Dezembro de 2014. Num terreno com cerca de 2 000 ha no Parque Natural do Vale do Guadiana, foi colocado em liberdade um casal de linces, que está sendo permanentemente monitorizado por uma equipa do Instituto da Conservação da Natureza e das Florestas (ICNF). A 7 de Fevereiro de 2015 foi libertado outro par, mas a fêmea, de nome Kayakweru, foi encontrada morta perto de Mértola, vitima de envenenamento. As autoridades portuguesas pretendiam colocar mais exemplares em liberdade durante o primeiro semestre de 2015.
Desde 2007, devido a um surto do vírus da leucemia felina (FeLV), os linces selvagens foram testados periodicamente. As amostras retiradas entre Setembro–Dezembro de 2013 deram resultado negativo para o FeLV, mas um macho tornou-se o primeiro da sua espécie a ter uma análise positiva ao vírus da imunodeficiência felina (FIV), tendo sido colocado em quarentena.
Em 2016 o Governo Português voltou a permitir a caça na Reserva Natural da Serra da Malcata, podendo colocar em perigo a recuperação do lince-ibérico e de outras espécies como o abutre-preto ou o lobo.
Em Abril de 2016, no conjunto da Península Ibérica, existiam 403 linces.
Em 2021, um estudo realizado em Portugal e Espanha apresenta um censo com um simbólico número de 1111 exemplares a habitarem os dois países. A população em 2020 aumentou em cerca de trinta por cento. Nasceram 414 linces, dos quais 239 fêmeas reprodutoras. O Vale do Guadiana tem 140 exemplares, os territórios de Castilha-La Mancha albergam cerca de um terço do total da espécie.
De acordo com o censo ibérico de 2023, a população total de linces ibéricos na Península Ibérica ultrapassou os 2.000 indivíduos (incluindo cerca de 300 em Portugal), duplicando desde 2020, com populações notáveis nas regiões espanholas da Extremadura, Castela-La Mancha, Andaluzia e Múrcia.  Os animais estão agora a chegar ao norte, mesmo até Madrid.

### Reprodução em cativeiro

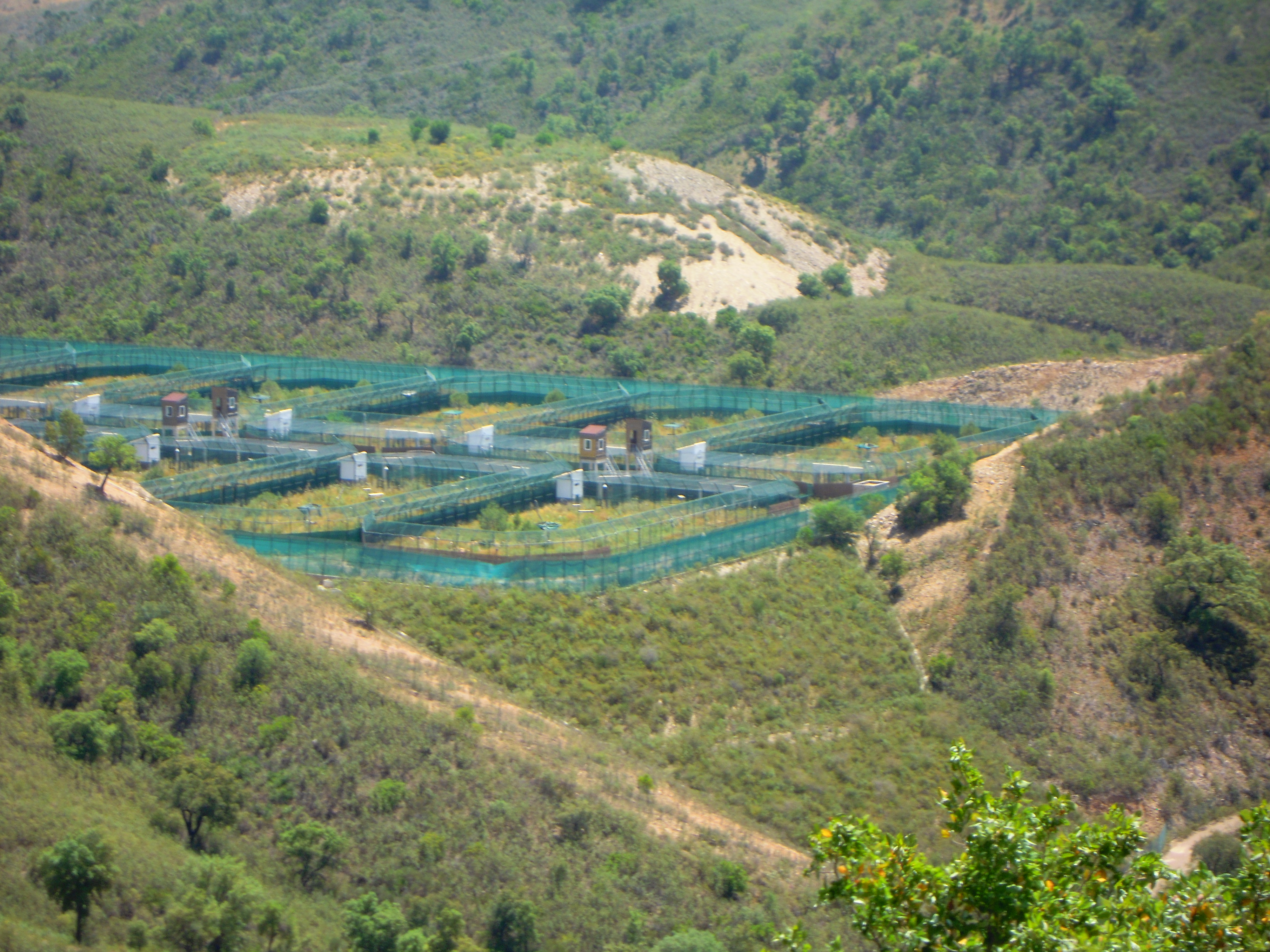
O Centro Nacional de Reprodução do Lince-Ibérico (CNRLI), perto de Silves, Portugal.

Em 2002, o Zoo de Jerez confirmou que tinha três fêmeas e estava a desenvolver um plano para reprodução em cativeiro. Uma dessas fêmeas era Saliega, capturada ainda em cria em Abril de 2002. Ela tornou-se a primeira fêmea do lince-ibérico a reproduzir em cativeiro, dando luz a três crias saudáveis em 29 de Março de 2005, no centro de reprodução El Acebuche, no Parque Nacional de Doñana Huelva, Espanha. Nos anos seguintes, o número de nascimentos foi aumentando e centros de reprodução foram sendo criados. Em Março de 2009, foi reportado que 27 crias já tinham nascido desde o começo do programa. Em 2009, o governo espanhol planeou construir um centro de reprodução, com um custo de €5,5 milhões, em Zarza de Granadilla. No mesmo ano, Portugal estabeleceu um centro de reprodução em Silves, o Centro Nacional de Reprodução do Lince-Ibérico (CNRLI).
Havia 14 crias sobreviventes em 2008 e 15 em 2009. Em 2010, o excesso de pluviosidade e questões de saúde fizeram com que os resultados de reprodução fossem mais baixos — 14 nascimentos e 8 sobreviventes — mas no ano seguinte, os centros de reprodução registaram 45 nascimentos, com 26 crias sobreviventes. Em 2012, os centros de Portugal e Espanha registaram um total de 44 sobreviventes e 59 nascimentos, enquanto 2013 viu um total de 44 sobreviventes e 53 nascimentos.
Em Março de 2013, foi reportado que tinham sido conservados pela primeira vez embriões e óvulos de lince-ibérico. Os embriões foram recolhidos da fêmea Azahar (CNRLI) e os óvulos da fêmea Saliega (El Acebuche) (ambas esterilizadas e retiradas do programa de reprodução) pelo Instituto Leibniz de Berlim para Zoos e Pesquisa de Vida Selvagem, e armazenados em nitrogénio líquido no Museo Nacional de Ciências Naturales de Madrid (CSIC) para possíveis reproduções futuras. Em Julho de 2014, o MNCN-CSIC anunciou que tinha reproduzido células de esperma retiradas do tecido testicular de um lince sexualmente imaturo.
O lince-ibérico pode ser visto em cativeiro apenas no Zoo de Jerez, e desde Dezembro de 2014 no Zoo de Lisboa. Os animais de Jerez pertencem ao programa de reprodução, enquanto que o casal de Lisboa fazia parte do centro de reprodução português, mas já não são adequados, visto que Azahar falhou vários partos normais e foi esterilizada e o macho, Gamma, tem uma forma de epilepsia.
Em 2017 a população total do lince era de 475 espécimes. Segundo o Programa de Conservação Ex-Situ, em 2020 deverão nascer entre 37 e 45 crias nos cinco centros de reprodução em Portugal e Espanha.
De 2009, ano em que abriu o Centro Nacional de Reprodução do Lince Ibérico, em Silves, até 2024 nasceram lá 170 animais. Destes, 132 sobreviveram mais de seis meses e 110 foram reintroduzidos [no campo], 17 dos quais em Portugal, o que representa quase um terço dos animais aqui libertados.

## Estudos genéticos
Em Agosto de 2012, pesquisadores anunciaram que o genoma do lince-ibérico tinha sido sequenciado. Também planeiam fazer testes genéticos em restos mortais de lince, para quantificar a perda de diversidade genética e melhorar os programas de conservação. Em dezembro de 2012, foi relatado que os investigadores tinham localizado restos mortais de 466 linces-ibéricos em colecções particulares e museus. No entanto, ficou estimado que 40% dos espécimes armazenados em museus foram perdidos ao longo dos últimos 20 anos.
A diversidade genética do lince-ibérico é mais baixa que a de outros felinos conhecidos por serem geneticamente pobres, incluindo a chita (Acinonyx jubatus), leões da cratera de Ngorongoro e o lince-euroasiático da Escandinávia. Os investigadores acreditam que esta pode ser uma das consequências da diminuição do tamanho das populações e isolamento. Um estudo publicado em 2013 indicou forte diferenciação genética entre as populações de Doñana e Andújar, tanto nas frequências e composições alélicas. Os linces de Doñana diferenciaram mais da população ancestral, devido a serem mais isolados e terem um índice baixo de população. Os investigadores sugeriram colocar os dois grupos em conjunto, a fim de diminuir o grau de endogamia.